# Gallant Sons
Pour plus de détails, voir Fiche technique et Distribution.
Gallant Sons est un film américain en noir et blanc réalisé par George B. Seitz, sorti en 1940.

## Synopsis
Deux adolescents, Johnny Davis et Byron "By" Newbold, sont meilleurs amis. Mais leurs pères ne le sont pas. Le père de By est responsable du journal local et confronte généralement le père de Johnny au sujet d'activités suspectes (jeux d'argent), mettant à rude épreuve l'amitié de leurs fils.
Lorsque le père de Johnny est accusé de meurtre à tort et envoyé en prison, son fils et ses camarades de lycée (Kate, "Woody", "Doc" et "Beefy") partent à la recherche du véritable tueur. Un faisceau d'indices désignent le meurtrier. Johnny et ses amis, bientôt rejoint par "By", élaborent un piège : ils montent une pièce de théâtre dans le but d'extirper les aveux du coupable.

## Fiche technique
- Titre : Gallant Sons
- Titre français : Je ne suis pas coupable
- Réalisateur : George B. Seitz
- Scénaristes : William R. Lipman, Marion Parsonnet
- Musique : David Snell
- Photographie : Sidney Wagner
- Montage : Ben Lewis
- Producteur : Frederick Stephani
- Société de production et de distribution : Metro-Goldwyn-Mayer
- Pays de production :  États-Unis
- Langue d'origine : anglais américain
- Format : noir et blanc — 35 mm — 1,37:1 — son : mono (Western Electric Sound System)
- Genre : Film policier, Film à énigme, Teen movie
- Durée : 76 minutes
- Dates de sortie : 
  - États-Unis : 15 novembre 1940
  - France : 2 juillet 1948 (sortie partielle)

## Distribution
- Jackie Cooper : Byron 'By' Newbold
- Bonita Granville : Kate Pendleton
- Gail Patrick : Clare Pendleton
- Gene Reynolds : Johnny Davis
- June Preisser : Dolly Matson
- Ian Hunter : 'Natural' Davis
- Leo Gorcey : 'Doc' Reardon
- William Tracy : 'Beefy' Monrose
- El Brendel : Olaf Larsen
- Tommy Kelly : Harwood 'Woody' Hollister
- Edward Ashley-Cooper : Al Posna
- Minor Watson : Barton Newbold
- Ferike Boros : Madame Wachek
- Charlotte Wynters (en) : Estelle
- Don Douglas : Hackberry
- George Lessey : le judge